# FK Slavoj Vyšehrad
El FK Slavoj Vysehrad es un equipo de fútbol de la República Checa que juega en la Bohemian Football League, la tercera división de fútbol en el país.

## Historia
Fue fundado en el año 1907 en la capital Praga y estuvo en las divisiones de Praga durante el periodo de Checoslovaquia. Tras la separación ingresó a la quinta división nacional, logrando el ascenso a la cuarta división dos años después.
Por más de una década en club estuvo vagando entre la segunda y tercera división hasta que consigue el ascenso a la Druha liga en la temporada 2015/16, descendiendo tras una temporada al terminar en el lugar 15 entre 16 equipos.
Tres años después es campeón de la Bohemian Football League, regresando a la segunda división nacional.

## Palmarés
- Bohemian Football League: 1

2018/19
- Divize A: 2

1999/2000, 2006/07
- Prazsky Prebor: 2

1994/95, 1998/99

## Jugadores

### Jugadores destacados
- Lukáš Došek
- Zdeněk Hruška
- Marek Kincl
- Petr Kouba
- Luděk Macela